# Campagne de Nariño dans le sud
Batailles
m
- Alto Palacé
- Calibío
- Juanambú
- Tacines
- Ejidos de Pasto

La campagne de Nariño dans le sud est le nom donné aux opérations militaires sous le commandement d'Antonio Nariño ayant pour objectif de défaire les royalistes qui contrôlent encore en 1813 le sud de la Nouvelle-Grenade (actuelle Colombie). Entre décembre 1813 et mai 1814, l'armée de Nariño prend la ville de Popayán et les alentours de celle de Pasto. Elle est cependant vaincue dans cette dernière et Nariño est fait prisonnier.

## Début de la campagne

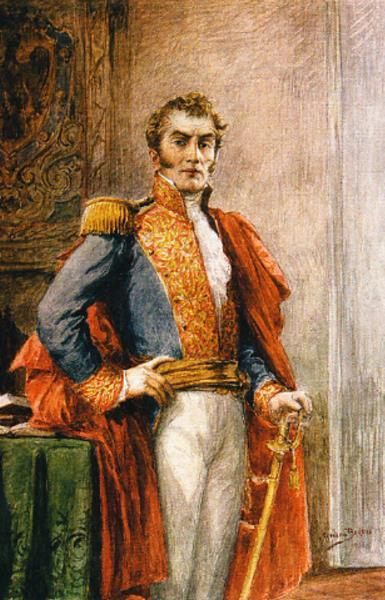
Antonio Nariño, commandant des troupes de Cundinamarca.

Après le triomphe d'Antonio Nariño dans la tentative des troupes fédéralistes de prendre Santa Fe, les hostilités sont suspendues et les deux camps conviennent d'unir leurs forces contre un ennemi commun, les royalistes du Venezuela au nord et de la présidence de Quito au sud. Ainsi, en mars 1813, Nariño et le Congrès des Provinces-Unies décident d'aider les troupes vénézuéliennes menées par Simón Bolívar et José Félix Ribas, qui entreprennent une campagne qui sera appelée la Campagne Admirable.
Pendant ce temps, Nariño décide de commander lui-même une expédition au sud de la Nouvelle-Grenade, afin de récupérer la ville de Popayán prise par les troupes espagnoles, quiteñas et pastusas, dirigées par le colonel Juan de Sámano et qui menacent d'avancer vers le centre du pays. Aux forces de Cundinamarca s'ajoutent au cours de la campagne des troupes des provinces de Socorro et Antioquia.
Après que le Cundinamarca eut ratifié la paix avec les Provinces-Unies et déclaré son indépendance absolue de l'Espagne, Nariño se met en route avec son armée le 21 septembre 1813. Une semaine plus tard, les troupes arrivent dans la province de Mariquita, où elles reçoivent des renforts sous le commandement de José María Cabal et du français Manuel Roergas Serviez. L'armée indépendantiste marche ensuite jusqu'à la ville de La Plata, où des troupes indigènes se joignent à elle et l'aident à traverser le páramo de Guanacas.

## Batailles de Palacé et Calibío

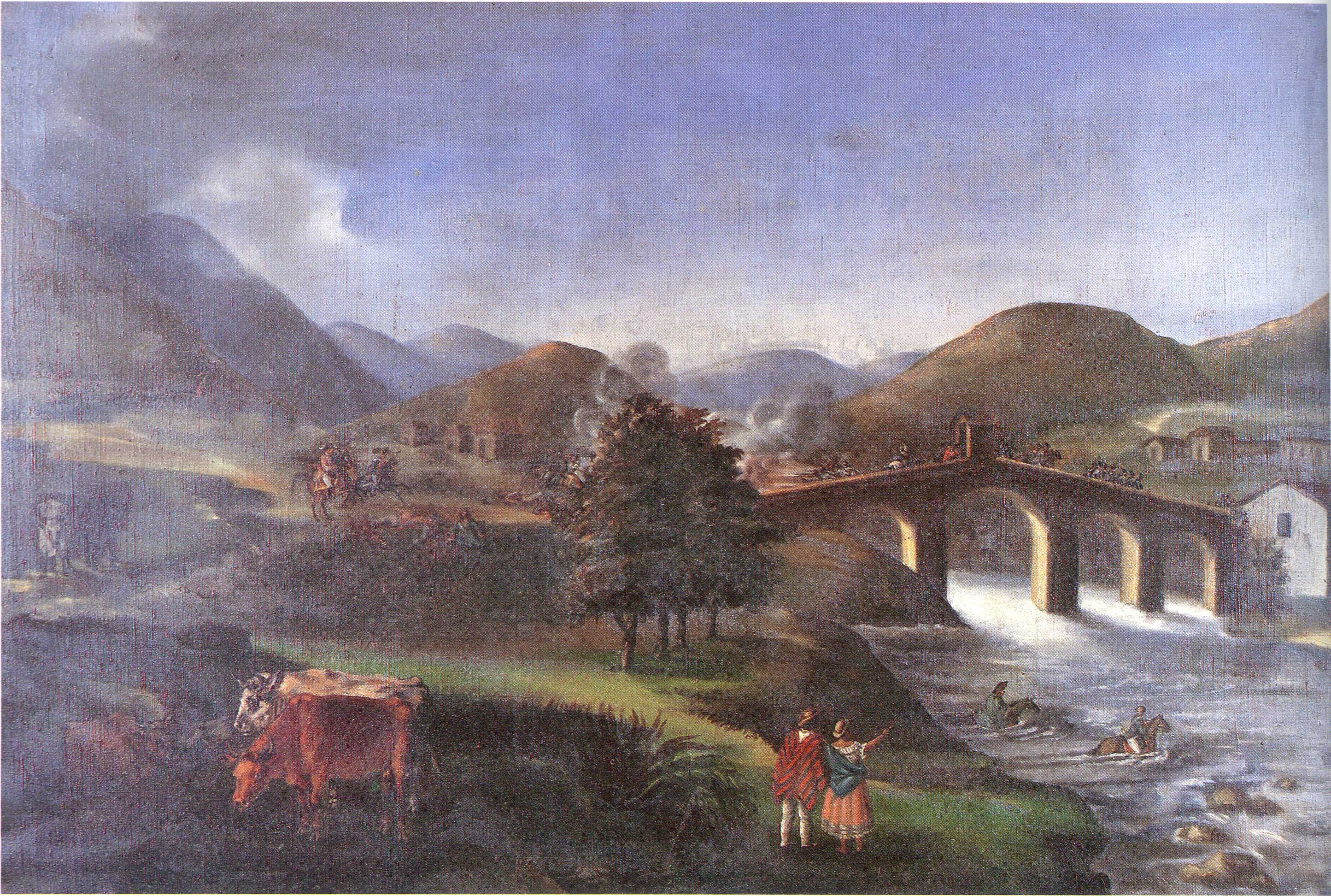
La bataille du Alto Palacé, par José María Espinosa Prieto.

Le 30 décembre 1813, traversant le páramo, une force de trois cents hommes commandée par Cabal défait 700 royalistes à la bataille du Alto Palacé, forçant Sámano à battre en retraite vers Popayán, abandonnant la ville peu après non sans avoir auparavant incendié le parc d'artillerie qui s'y trouvait. L'abandon des royalistes permet l'occupation de la ville par les troupes de Nariño le lendemain.

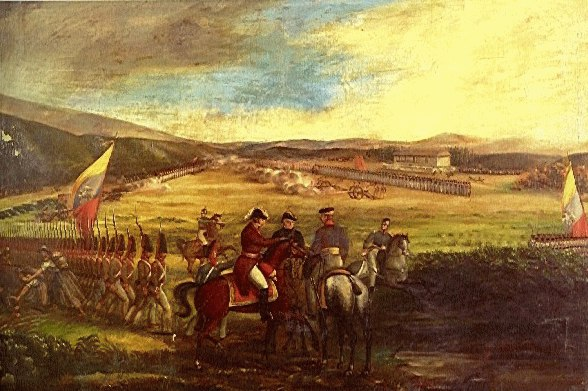
La bataille de Calibío, par José María Espinosa Prieto.

Sámano regroupe ses forces dans l'hacienda Calibío où il rejoint les forces commandées par le colonel Ignacio Asín, célèbre pour ses victoires successives sur les indépendantistes. Le 15 janvier 1814, l'armée de Nariño arrive à l'hacienda et livre une bataille sanglante de plus de trois heures où Asín trouve la mort et qui tourne en faveur des patriotes. Dans l'opération, les troupes de Cundinamarca récupèrent la totalité de l'armement royaliste.
Popayán prise par les indépendantistes, Sámano s'enfuit avec les restes de son armée à Pasto, où il est relevé de son commandement sur les ordres du gouverneur de Quito Toribio Montes et remplacé par le lieutenant-général Melchor de Aymerich y Villajuana. Cependant, les royalistes ne peuvent pas être poursuivis par les patriotes, à cause du terrain difficile, du manque de renforts, des attaques de la guérilla pastusa dans la région et la présence de royalistes dans la ville qui peuvent signaler les mouvements de Nariño. Pour cette raison, c'est seulement le 22 mars que les troupes indépendantistes se mettent en route vers Pasto.

## La route de Pasto

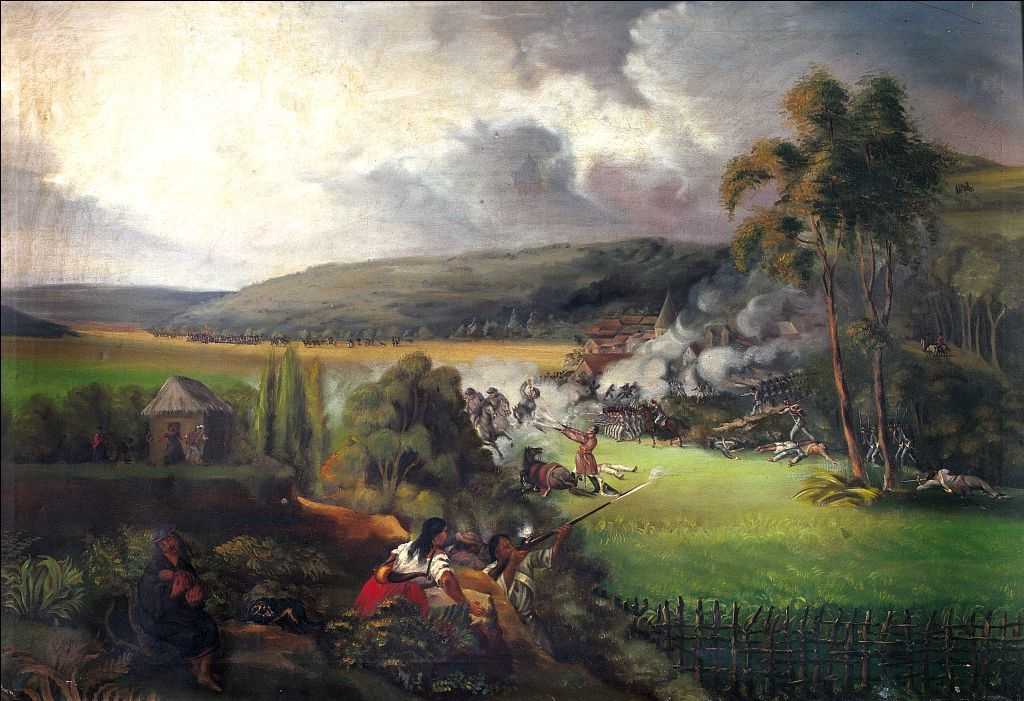
La bataille de los Ejidos de Pasto, par José María Espinosa Prieto.

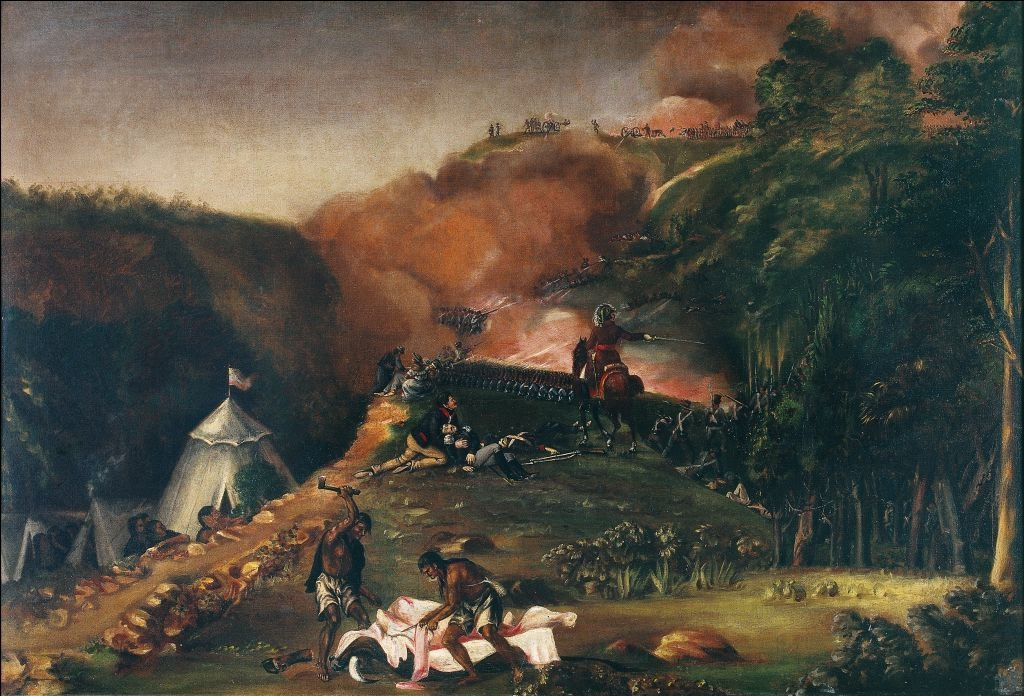
La bataille de Tacines, par José María Espinosa Prieto.

Après une pénible marche au cours de laquelle elle doit faire face au climat rigoureux et aux guérilleros, les troupes de Nariño atteignent le río Juanambú le 12 avril. Elles y affrontent les royalistes au cours de combats qui se prolongent deux semaines, jusqu'à l'ouverture définitive de la route de Pasto le 28 avril. La marche vers le sud continue, ponctuée d'affrontements de plus en plus violents, jusqu'à ce qu'Aymerich soit vaincu le 9 mai 1814 durant la bataille de Tacines.
Une fois la route dégagée, les divisions commandées par Nariño parviennent le 10 mai à la ville de Pasto, dans les faubourgs de laquelle elles affrontent l'armée royaliste. Toutefois, Nariño est blessé et abandonné par l'arrière-garde qui l'a cru mort, ce qui favorise l'attaque royaliste de ses troupes. Nariño, constatant que le gros de l'armée a fui à Popayán, décide après quelques jours de se rendre aux autorités espagnoles.

## Conséquences
Après sa défaite, Nariño est transféré à la prison à Cadix et ne retournera dans le pays qu'en 1821, après avoir été libéré au cours de la Révolution de Riego.
Le triomphe des royalistes dans le sud de la Nouvelle-Grenade ne leur assure pas seulement le contrôle de la province de Popayán, mais contribue également à affaiblir la principale armée néogrenadine de l'époque, sans laquelle le pays ne pourra affronter l'expédition de Pablo Morillo qui commence la Reconquista par le siège de Carthagène en 1815 et défait les restes de l'armée patriote en 1816 lors de la bataille de la Cuchilla del Tambo.
Par la suite, les campagnes patriotiques seront pour la plupart commandées par des responsables vénézuéliens.
De même, la victoire décisive des pastusos royalistes permet aux guérilleros, dirigés par Agustín Agualongo (es), de se tenir prêts à affronter les patriotes au cours des dix années suivantes et de n'être battus que lors des Campagnes du Sud menées par Simón Bolívar et Antonio José de Sucre à partir de 1822.